# دالة تامة التشكل

شبكة على شكل مستطيل (في الأعلى) وصورتها بدالة تامة الشكل f (في الأسفل).

في الرياضيات وبالضبط في التحليل المركب، الدالة تامة التشكل أو الدالة التحليلية تامة التشكل أو الدالة الهولومورفية (بالإنجليزية: Holomorphic function)‏ هي دالة مركبة معرفة في {\displaystyle \mathbb {C} }، يشترط فيها أن تكون قابلة للتفاضل في جوار ما لأي نقطة من مجموعة انطلاقها. تحتل الدوال الهولومورفية موضعا مركزيا للدراسة في إطار التحليل المركب.

## تعريف
لتكن f دالة قيمها أعداد مركبة لها متغير واحد. اشتقاق f (أو مشتقة f أو مشتق f) في نقطة z0، تنتمي إلى مجال تعريفها هي النهاية المعرفة بما يلي
{\displaystyle f'(z_{0})=\lim _{z\rightarrow z_{0}}{f(z)-f(z_{0}) \over z-z_{0}}.}
هو نفس التعريف عندما يتعلق الأمر باشتقاق بدوال ذات متغيرات حقيقية، باستثناء كون جميع الكميات اللائي يتدخلن في هذا التعريف، مركبة بدلا من أن تكون حقيقية.
انظر معادلات كوشي-ريمان.

## مصطلحات
استعملت تسمية Holomorphic لأول مرة من طرف تلميذين لكوشي هما برييوت (1817-1882) وبوكيت (1819-1895).

## خصائص
الدوال الهولومورفية المعرفة في جزء مفتوح {\displaystyle \mathbb {U} } من المستوي المركب {\displaystyle \mathbb {C} } والقابلة للاشتقاق في أي نقطة من تشكل {\displaystyle \mathbb {U} } فضاء داليا ويرمز لها ب {\displaystyle {\mathcal {O}}_{U}}

## أمثلة
كل متعددات الحدود اللائي متغيرهن عدد مركب واللائي معاملاتها أعداد مركبة هي دوال هولومورفية في C. دالتا الجيب والجيب التمام والدالة الأسية هن أيضا دوال هولومورفية (بالفعل، ترتبط الدوال المثلثية ارتباطا شديدا بالدوال الأسية حيث يمكن تعريفهن بها. وذلك باستعمال صيغة أويلر). انظر أيضا إلى لوغارتم مركب.

## متغيرات عدة
انظر إلى معادلات كوشي-ريمان.